# دار الحرف (بعدان)

تعديل مصدري - تعديل

دار الحرف هي إحدى قرى عزلة المنار بمديرية بعدان التابعة لمحافظة إب، بلغ تعداد سكانها 383 نسمة حسب تعداد اليمن لعام 2004.